# SN 1572
SN 1572 (ou Nova de Tycho) est une supernova de type Ia survenue dans la constellation de Cassiopée, et l'une des rares à avoir été visibles à l'œil nu.
Elle fut en effet observée le 11 novembre 1572 par Tycho Brahe, depuis l'abbaye de Herrevad, alors qu'elle était plus brillante que Vénus, avec une magnitude apparente de -4. À partir de mars 1574, sa luminosité était tombée en dessous du seuil de visibilité à l'œil nu. Cette observation eut, à l'instar de la révolution copernicienne, un rôle décisif dans l'histoire des sciences et de l'astronomie en particulier, en mettant à mal le dogme aristotélicien de l'immutabilité du monde supra-lunaire.

## Description historique

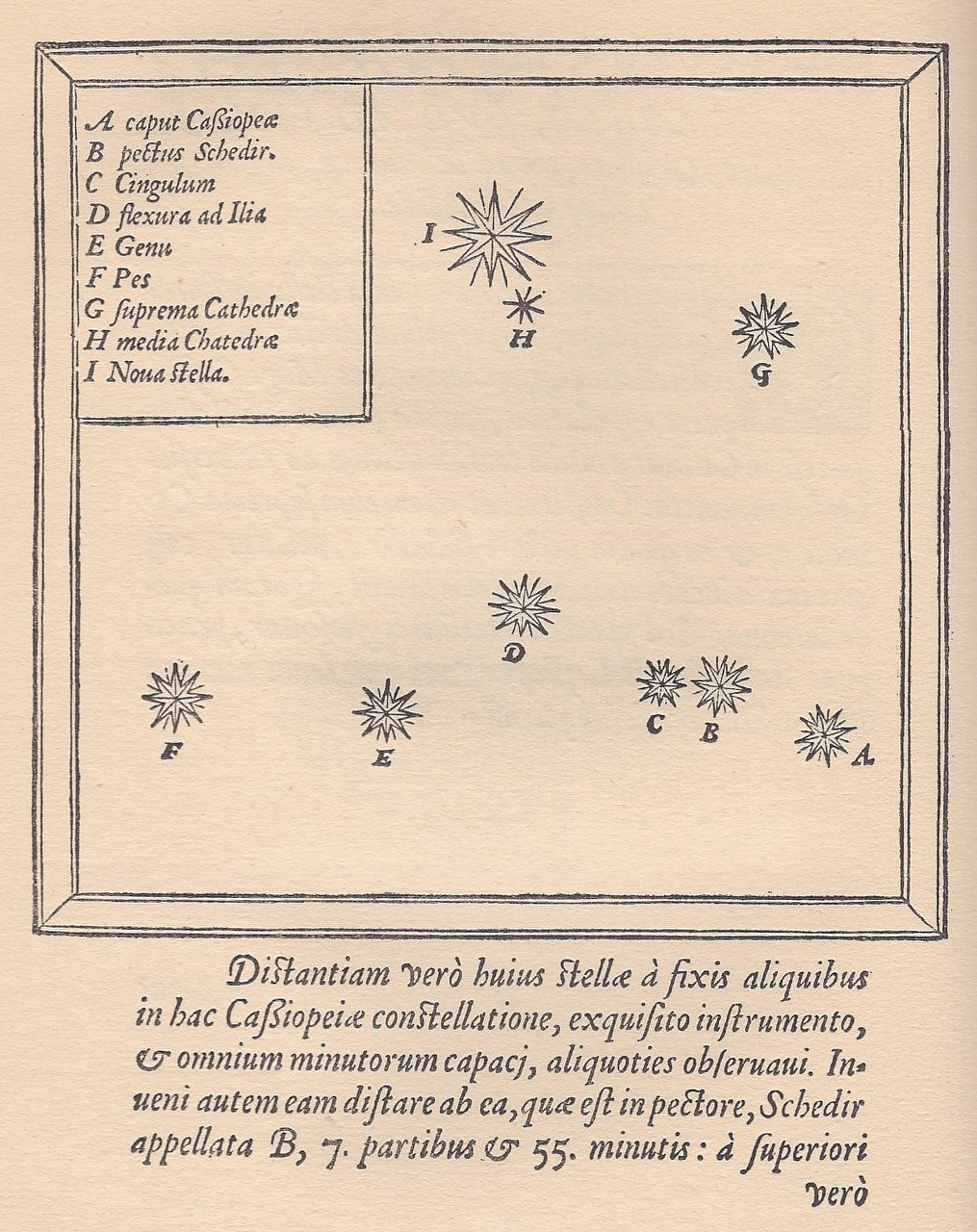
Carte de la constellation de Cassiopée montrant la position de la supernova observée, avec le label I, illustration tirée du livre de Brahe De Stella Nova (1573)

Précédant Tycho Brahe, il semble que d'autres observateurs aient observé SN 1572, avant le 11 novembre 1572. Elle aurait été vue par Wolfgang Schuler dès le 6 novembre 1572, par l'astronome de Louvain Cornelius Gemma le 9 novembre, par John Dee et son disciple Thomas Digges, puis par l'astronome italien Francesco Maurolico. Quoi qu'il en soit, Brahe est bel et bien le premier à l'avoir décrite et étudiée en détail.
Depuis l’Antiquité, le monde au-delà de l’orbite lunaire était considéré comme éternellement immuable selon un des axiomes du dogme aristotélicien. Un objet céleste nouveau ne pouvait donc apparaître qu'entre la Lune et la Terre. Or Tycho Brahe observe que, par rapport aux étoiles fixes d’arrière-plan, ce nouvel objet n'a pas la parallaxe diurne de la Lune et des autres planètes, ce qui implique qu'il est plus distant que ces dernières. En outre, après plusieurs mois d'observation, Brahe constate que l'objet n'a pas modifié sa position par rapport aux étoiles fixes, ce qui là encore le distingue des planètes. Brahe en vient donc à la conclusion que cet objet céleste apparu soudainement n'est pas une planète, mais une étoile fixe dans le domaine stellaire au-delà de toutes les planètes.
Brahe publie sa découverte au cours de l'année suivante dans un petit livre, De Stella Nova (1573), où il utilise l'expression « nouvelle étoile », totalement révolutionnaire pour la science de l'époque. SN 1572 est maintenant classée dans les supernovæ et nous savons qu'elle se trouve à 7 500 années-lumière de la Terre.
L'apparition de la supernova de 1572 est l’un des deux ou trois événements les plus importants dans l'histoire de l'astronomie. La « nouvelle étoile » a contribué à briser les anciens modèles des cieux et inauguré une formidable révolution en astronomie. Cette découverte a permis de réaliser de meilleurs catalogues de classification astrométrique et de développer des instruments d'observation astronomique plus précis. Elle eut donc un effet décisif sur le développement de la profession d'astronome.
La supernova de 1572 est souvent appelée la « supernova Tycho », en raison du vaste travail que Tycho Brahe a accompli.
Conrad Dasypodius a également étudié la supernova de 1572. Deux feuilles volantes furent publiées, une en langue allemande — « Ein Richtiger vnd kurtzer Bericht über den WunderSternen… » —, une autre en latin — « Brevis et succincta descriptio Corporis luminosi, Quod Nunc Aliqvot Mensibvs Apparvit » —, en 1573.

## Rémanent de supernova
Le rémanent de la supernova fut retrouvé dans les années 1960 sous la forme d'une faible nébuleuse. La supernova était probablement de type Ia, une étoile naine ayant accrété de la matière provenant d'une autre étoile compagnon jusqu'à atteindre la limite de Chandrasekhar et finir par exploser. Les supernovæ de type I ne conduisent pas à la formation des nébuleuses spectaculaires engendrées par les supernovæ de type II, ce qui explique que le rémanent soit longtemps resté introuvable.
En octobre 2004, un article de la revue Nature rapportait la découverte d'une étoile de type spectral G2 dans la nébuleuse, un type similaire à celui du Soleil. Cette étoile est probablement le compagnon qui a fourni à la naine blanche la masse nécessaire à son explosion.
SN 1572 est associée à la source radio SNR G120.1+1.4. Son diamètre apparent est de 3,7 minutes d'arc, et elle est située approximativement à 10 000 années-lumière du système solaire.